# حمادة بنت عيسى
حمَّادة بنت عيسى بن علي بن عبد الله بن العباس بن عبد المطلب، هي أميرة عَبَّاسيَّة وزوجة الخليفة اَلعَبَّاسيّ الثاني أبي جعفر المنصور وابنة عمِّه عيسى بن علي وإليه ينسب نهر عيسى وقصر عيسى في الجانب الغربي من بغداد.

## وفاتها
لم تعرف سنة وفاتها إلا انها توفَّت في خلافة زوجها اَلمَنْصُوروقد ذكرت المصادر التاريخيَّة قصَّة طَريفة رافقت موكب جنازتها، أنه حين وقف المنصور وكبار رجال الدولة على قبرها سأل المنصور -وكان حزيناً- أبا دلامة وكان مرحاً فكهاً: ويحك يا أبا دلامة! ما أعددت لهذا اليوم؟ فقال: ابنة عم أمير المؤمنين. فضحك المنصور حتى استلقى، ثم قال: ويحك! فضحتنا.